# Odder (stacja kolejowa)
Odder – stacja kolejowa w Odder, w Danii.
Znajdują się tu 2 perony.